# ESport-Bund Deutschland
Der E-Sport-Bund Deutschland (kurz: ESBD) ist ein deutscher Interessensverband zur Förderung von E-Sport, welcher am 26. November 2017 in Frankfurt am Main gegründet wurde und seinen Sitz in Berlin hat.

## Wirken
Der E-Sport-Bund Deutschland sieht sich als Interessensvertretung von E-Sportlern im deutschen Amateur- und Spitzensportbereich. Der Verband will die Anerkennung des E-Sports in Deutschland erreichen. Er möchte sich als Ansprechpartner für andere Sportverbände und die Sportpolitik im Bereich E-Sport zur Verfügung stellen und den Gedankenaustausch zu diesem Thema in den Bereichen Gesellschaft, Wissenschaft und Wirtschaft fördern. Im organisatorischen Bereich will der E-Sport-Bund Deutschland Regularien etablieren, Trainer und Schiedsrichter zertifizieren und eigene Ligen organisieren. Ferner will der Verband die Nachwuchsarbeit fördern und mit Nationalmannschaften an internationalen Turnieren teilnehmen. Einer Einbindung von E-Sport in die Olympischen Spiele steht der Verband kritisch-abwartend gegenüber.
Seit 2019 bietet der Verband eine Trainerausbildung an, die allerdings keinen offiziellen Charakter hat.
Im April 2019 wurde eine Arbeitsgruppe gegründet, die sich der gesellschaftlichen Frage der Gender Diversity im E-Sport annehmen soll.
Seit Anfang 2019 arbeitet der ESBD gemeinsam mit regionalen Partnern in Schleswig-Holstein an der Schaffung des deutschlandweit ersten Landeszentrums für E-Sport. Am 18. Dezember 2019 fand in Kiel das Soft Opening statt. Die Eröffnung ist für das erste Quartal 2020 geplant. Inzwischen wurde die Eröffnung auf unbestimmte Zeit verschoben.
Der Verband veranstaltet eine eigene Vereinsliga in den Spielen League of Legends und Counter-Strike: Global Offensive.
Auf der Mitgliederversammlung im November/Dezember 2019 beschloss der Verband eine Strukturreform.
Am 5. August 2020 teilte der amtierende Präsident Hans Jagnow mitten in seiner zweiten Amtszeit mit, dass er gemeinsam mit dem 1. Vizepräsidenten Fabian Laugwitz zur Hauptversammlung am 30. Oktober 2020 von seinem Amt zurücktreten wird. Die Reaktionen auf diese Entscheidung fielen sehr unterschiedlich aus. Teile der E-Sport-Szene bedauerten die Entscheidung, andere begrüßten den Rücktritt. Im Dezember 2020 wurde der E-Sport-Berater Daniel Luther zum neuen Präsidenten gewählt, Christopher Flato von der Electronic Sports League wurde zum 1. Vizepräsidenten gewählt. Die vollständige Entlastung des ehemaligen Präsidiums hinsichtlich der Finanzen war ausgeblieben.
Seit dem Jahr 2022 hat der Verband ein Projekt zur mentalen Gesundheit ins Leben gerufen. Im Dezember 2022 veranstaltete man den German Esports Summit anlässlich der DreamHack Hannover.

## Kritik
Der Autor Timo Schöber setzt sich in dem auf mein-mmo.de veröffentlichten Artikel Das muss passieren, damit e-Sports offiziell zum „echten Sport“ wird kritisch mit dem ESBD auseinander. Er argumentiert, dass die Selbstbezeichnung „Dachverband“ bei rund 30 Mitgliedern nicht zutreffend sei, insbesondere, da „Topclans wie SK Gaming, mousesports oder Penta Sports“ nicht Mitglied im ESBD seien. Schöber führt aus, dass der E-Sport-Bund Deutschland nach zwei Jahren Bestehen keines der ursprünglichen Ziele erreicht habe: Die Förderung des e-Sports analog zum klassischen Sport und die Anerkennung des e-Sports. Daher, folgert er, stehe die „e-Sports Szene“ dem Verband mit Verwunderung und oft Ablehnung gegenüber. Eine kritische Auseinandersetzung erfuhr auch die auf der Mitgliederversammlung 2019 beschlossene Strukturreform. Auf esportsrecht.com führt der Autor auf, dass die neue Satzung über wesentliche Rechtsfehler verfügt und einer Überarbeitung bedarf. Genannt werden zum Beispiel redaktionelle Fehler in der neuen Satzung des ESBD. Zudem beinhalten die Regelungen zu den Gründen eines Mitgliederausschlusses aus dem ESBD, dem Berufungsverfahren und den Sanktionen des Schiedsgerichts des ESBD Rechtsfehler. Insgesamt müsste die neue Satzung juristisch überarbeitet werden.
Im Zuge der Gründung des Esportverbandes für Europa (EEF) kam es erneut zu Kritik am ESBD. Auf der Mitgliederversammlung des ESBD wurde beschlossen, dass der Verband dem EEF bei Gründung beitreten werde. Gleichzeitig solle kein ESBD-Mitglied für das Präsidium kandidieren. Trotz dieses Beschlusses stellte sich der ESBD-Präsident Hans Jagnow ohne Gegenkandidaten zur Wahl zum EEF-Präsidenten und wurde gewählt. Sam Mathews, CEO von Fnatic, äußerte sich hierzu: „Ihr könnt nicht einfach in den Esport mit 100 Typen gekleidet in Anzügen kommen und einfach so Fuß fassen. Esport wird durch die Publisher, Teams und Spieler betrieben, welche alle das Bestreben haben das ‚Ecosystem‘ beständig voranzutreiben. Und keiner trägt Anzüge.“
Auch Andreas Schaetzke, CEO von Penta Sports, äußerte in diesem Rahmen Kritik am ESBD: „Allerdings wurde mit dem ESBD in Esport Deutschland mehr oder minder willkürlich eine Struktur übergestreift, die nicht so recht passen will. Ferner – und das ist ein weiteres Problem des Verbandes – müssten dann zumindest die definierten Hauptziele der Organisation erreicht sein. Die Gründung des ESBD ist jetzt fast zweieinhalb Jahre her. Was hat man operativ erreicht? Eine Anerkennung des E-Sport als Sport sowie eine Förderung aus Sporttöpfen jedenfalls nicht – und das sind die erklärten Hauptziele des Verbandes.“
Nach ESBD-Präsident Jagnow habe der ESBD „in seinen ersten zwei Jahren sehr viel erreicht“, sei gewachsen und habe Strukturen aufgebaut; politische Unterstützung für die Bewegung gewonnen und Projekte wie eSport-Visa, Trainerausbildung, Ethik-Kodex und eine zentrale Fachkonferenz umgesetzt.

## Mitglieder
Zu den Gründungsmitgliedern des E-Sport-Bund Deutschland gehören sechs Amateurvereine und 14 professionelle Teams. Unter den Profiteams sind unter anderem die Organisationen Alternate Attax, Mysterious Monkeys, Unicorns of Love und die E-Sport-Abteilung der Fraport Skyliners im ESBD vertreten. Darüber hinaus sind der Bundesverband Interaktive Unterhaltungssoftware als Interessensvertreter der Spielindustrie und die Electronic Sports League als Turnierveranstalter Gründungsmitglieder des Verbands.
Zu den Mitgliedern zählen, Stand März 2022, 67 Vereine und Organisationen.
Mit dem Verein 1. Esport Club Frankfurt ist im Jahr 2022 der größte E-Sport-Verein Hessens aus dem Verband ausgetreten. Als Grund gaben die Verantwortlichen des Vereins nicht eingehaltene Versprechen von Seiten des Verbandes an.